# Joan Carel Gideon van der Brugghen van Croy
Joan Carel Gideon van der Brugghen, heer van Croy en Stiphout (Colombo (Ceylon), 4 april 1753 - Aarle-Rixtel, 29 september 1828) was een Brabants bestuurder en parlementslid.
Hij was een telg uit het geslacht Van der Brugghen en een zoon van Dirk Willem van der Brugghen (1717-1770), resident en opperkoopman in Soerabaja en diens tweede echtgenote Arnoldina Deliana Cornelis Loten (1734-1757). Hij woonde na zijn studie rechten als protestantse landeigenaar in de omgeving van Helmond. Hij trouwde in 1782 met Margaretha Geertruida Falck (1761-1843), telg uit het geslacht Falck, met wie hij drie zoons en een dochter zou krijgen. Hij, zijn echtgenote, hun tweede zoon en hun dochter overleden allen op kasteel Croy.
In de Franse tijd werd hij kwartierdrost en sous-préfect. In 1814 kreeg hij zitting in de Vergadering van Notabelen en vervolgens in de eenkamerige nieuwe Staten-Generaal der Verenigde Nederlanden en daarna in de Tweede Kamer der Staten-Generaal, waar hij lid van zou blijven tot zijn overlijden. In 1815 is hem het predicaat jonkheer verleend bij zijn verheffing in de Nederlandse adel. In het parlement stelde hij zich regeringsgezind op.